# Meester van Rambures

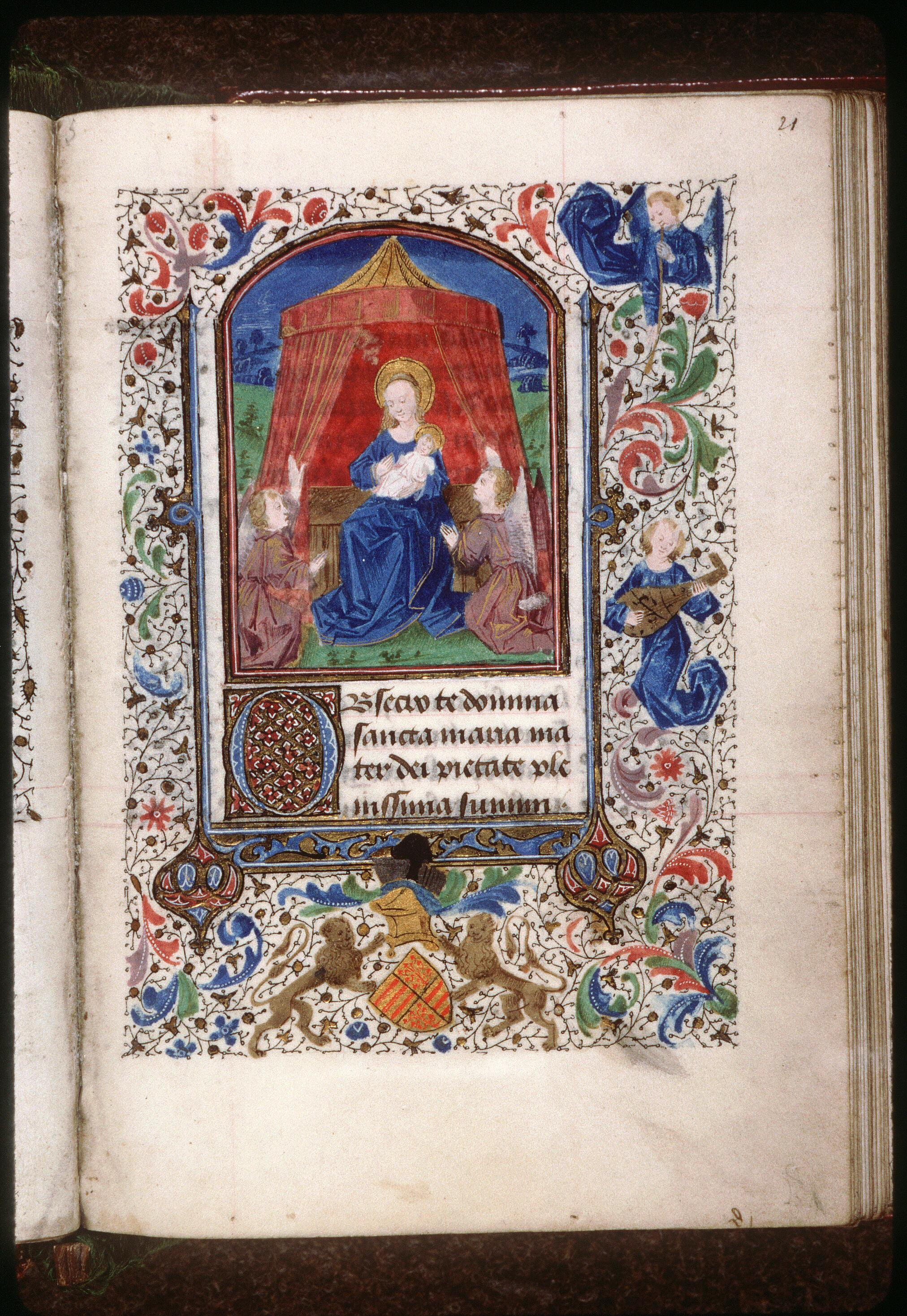
Madonna met kind, Rambures-getijden, Amiens.

De Meester van Rambures is de noodnaam voor een miniaturist die actief was tussen 1454 en 1480 of 1490. Hij dankt zijn naam aan de verluchting van een getijdenboek dat hij maakte voor Jacques de Rambures kamerheer van Lodewijk XI van Frankrijk. De meester was vooral actief in Amiens in Picardië maar hij zou ook gewerkt hebben in Hesdin in het atelier van Loyset Liédet. Daarnaast zijn er banden met Brugge aantoonbaar.

## Identificatie
Deze meester werd eerst de Meester van Amiens genoemd door John Plummer naar een getijdenboek bewaard in de bibliotheek van Amiens. De naam werd op initiatief van Nicole Reynaud gewijzigd in de Meester van Rambures naar de opdrachtgever voor het getijdenboek Jacques de Rambures.
Ondertussen werd de meester door Marc Gil geassocieerd met Jean Beugier een schilder genoemd in de archieven van Amiens tussen 1473 en 1505. Hij was de zoon van Pierre Beugier, eveneens een schilder, actief in Amiens tussen 1460 en 1473. Pierre had twee zonen waarvan er een, Jacques, ook schilder was. Als deze veronderstelling juist zou zijn betekent dit dat de meester een bijzonder lange activiteitsperiode zou hebben gehad (1454-1505). In dat kader zou het mogelijk zijn dat we hier te doen hebben met een familieatelier waarin achtereenvolgens Pierre, Jean en Jacques actief waren.
Een zekere Jennin Beugier wordt genoemd in de rekeningen van de hertog van Bourgondië als medewerker van Vrancke van der Stockt, die zou deelgenomen hebben aan de voorbereidingen van de festiviteiten rond het huwelijk van Karel de Stoute met Margaretha van York. Die contacten zouden dan de invloed van Rogier van der Weyden in het werk van de Rambures-meester moeten verklaren. Anderen zien, omwille van de relatie met het werk van Rogier van der Weyden, in de Rambures-meester een artiest die een tijd in Brussel in het atelier van Rogier zou gewerkt hebben. Maar die thesis werd dan later weer tegengesproken door onderzoekers die van oordeel zijn dat hij nooit bij Rogier werkte maar wel werkte naar modellen van de befaamde schilder.

## Loopbaan
De meester was gespecialiseerd in de illustratie van geschiedkundige werken. Het eerste werk waarvan men weet dat hij er aan meewerkte is de Fleur des Histoires (Parijs, Bibliothèque de l'Arsenal, Ms. 5088) en traditioneel neemt men aan dat de laatste miniaturen van zijn hand zouden te vinden zijn in een Faits des Romains (Chantilly, Musée Condé, Ms. 770). Beide werken werden geschreven in Hesdin in respectievelijk 1454 en 1480. De Fleur des Histoires werd gerealiseerd door Loyset Liédet die toen in Hesdin werkte en voor het boek betaald werd in 1460. 
Recent onderzoek schreef een veel later handschrift aan de meester toe. Het betreft een Livre du roy Modus et de la royne Ratio een handschrift op papier, rijk geïllustreerd, dat gedateerd wordt op 1479-1496 op basis van de watermerken van het papier en op 1485-1490 op basis van de kleding van de personages.
Daarnaast is er ook werk van hem terug te vinden in een Chroniques de Hainaut (Boulogne-sur-Mer, Bibliothèque municipale, Ms. 149), omstreeks 1465 gemaakt voor Jean de Créquy, de oom van Jacques de Rambures. Naast deze geschiedkundige werken zijn er ook nog drie getijdenboeken (Rambures-getijden, Amiens, Bibliothèque municipale, Ms. 200; Getijden van Marguerite Blondel, Londen, British Library, Add. ms 19738; Morgan-getijden, New York, Pierpont Morgan Library, M 194) gekend die kunnen geplaatst worden in de periode van 1460-1475 en op basis van kalender, liturgische inhoud en opdrachtgevers voor Amiens bestemd waren.
De meester werkte ook mee aan de verluchting van twee exemplaren van de Facta et dicta memorabilia van Valerius Maximus die in Brugge gemaakt werden (Parijs, Bibliothèque de l'Arsenal, Ms. 5196; Londen, British Library, Royal Ms. 17 F iv). In het Arsenaalexemplaar schilderde hij de frontispice die gebaseerd is op een miniatuur van Lieven van Lathem. Ook in de Faits des Romains (Chantilly, Musée Condé, Ms. 770; Rijsel, Bibliothèque municipale, Ms. 442), gebruikte hij een reeks miniaturen die in Brugge ontstonden tussen 1473 en 1478. Andere werken waaraan de meester meewerkte, de Fais du grant Alexandre (Londen, British Library, Royal Ms. 15 D iv.) en de Chroniques van Jean Wavrin (Oxford, Bodleian Library, Ms. Laud misc. 653) werden in Brugge gerealiseerd. Dit alles suggereert dat de meester ten minste tijdelijk ook in Brugge werkte. Marc Gil meent dat de meester tussen 1468 en 1475 in Brugge werkte voor voorname opdrachtgevers in relatie met het Bourgondische hof zoals Lodewijk van Gruuthuse, koning Eduard IV van Engeland, Antoon, de grote bastaard van Bourgondië, Guillaume de la Baume ereridder van Margaretha van York en Wolfert VI van Borselen.

## Stijlkenmerken
De meester tekent snel en schetsmatig wat zijn scènes expressief maakt. Hij baseert zich sterk op de Vlaamse iconografie maar zijn uitwerking wijkt duidelijk af van het gedetailleerde realisme van de Vlaamse kunst. In zijn palet overheersen een dof rood, mat groen en diep blauw. Daarnaast gebruikt hij nog wijnrood, zachtpaars en een gamma een bruine en grijze tinten. De lijnen in kleding en draperieën worden opgehoogd met gouden lijntjes. Zijn composities brengen de personen op de voorgrond en hebben een opvallende dieptewerking. De personages zijn kort en gedrongen met expressieve houdingen en relatief grote hoofden. Draperingen zijn vrij grof en vereenvoudigd uitgewerkt.

## Werken
Hierbij vindt men een uittreksel uit de ongeveer 20 werken die aan de meester worden toegeschreven of waaraan hij heeft meegewerkt.
- Fleur des Histoires (vijf miniaturen), 1454-1460, Parijs, Bibliothèque de l'Arsenal, Ms. 5088
- Histoire ancienne jusqu’à César en Faits des romains, twee volumes voor Jean de Créquy, ca. 1455-1465, New York, Pierpont Morgan Library, M.212,[9] M.213.[10]
- Rambures-getijden, ca. 1465, Amiens, Bibliothèque municipale, Ms. 200
- Chroniques de Hainaut voor  Jean de Créquy, 1465-1470, Boulogne-sur-Mer, Bibliothèque municipale, Ms. 149[11]
- Facta et dicta memorabilia van Valerius Maximus (8 miniaturen) voor Wolfert VI van Borselen, ca. 1470, Parijs, Bibliothèque de l'Arsenal, Ms. 5196;
- Facta et dicta memorabilia van Valerius Maximus (Frontispice) voor Edward IV, ca. 1470, Londen, British Library, Royal Ms. 17 F iv[12]
- Getijden van Marguerite Blondel, 1460-1475, Londen British Library, Add. ms 19738
- Morgan-getijden, 1460-1475, New York, Pierpont Morgan Library, M 194.[13]
- Recueil des Croniques et Anchiennes Istories de la Grant Bretaigne, à présent nommé Engleterre van Jean de Wavrin, 1468-1475, voor Antoon van Bourgondië verspreid over:
  - Oxford, Bodleian Library, Ms.Laud.Misc.653[14]
  - Den Haag, Koninklijke Bibliotheek 133 A 7[15]
  - Walters Art Museum, Baltimore, W.201
- Fais du grant Alexandre van Quintus Curtius Rufus, Londen, 1470-1475, British Library, Royal Ms. 15 D iv.[16]
- Livre des trois vertus van Christine de Pisan (vier miniaturen), ca. 1475, New Haven (Connecticut), Beinecke Rare Book & Manuscript Library, Ms.427[17]
- Faits des Romains voor Antoine de Chourse, 1473-1478, Chantilly, Musée Condé, Ms. 770
- Faits des Romains, 1473-1478, Rijsel, bibliothèque municipale, Ms. 442
- Livre du roy Modus et de la royne Ratio voor Henri de Ferrières, 65 miniaturen op perkament, ca. 1480, Parijs, Bibliothèque nationale de France, Ms, fr.1301
- Livre du roy Modus et de la royne Ratio, 102 miniaturen op papier, ca. 1485-1490, Parijs, Bibliothèque de l'Arsenal, Ms.3079-3080